# بيوند كهنة
بيوند كهنة (بالفارسية: پیوندکهنه) هي قرية تقع في قسم بالابند الريفي في إيران. يقدر عدد سكانها بـ 76 نسمة بحسب إحصاء 2016.